# Anders Andersson i Ännesta
Anders Andersson (i riksdagen kallad Andersson i Ännesta), född 1780 i Hacksta socken, död 26 augusti 1852 i Hacksta socken, var en svensk riksdagsman i bondeståndet.
Andersson företrädde Trögds och Håbo härader av Uppsala län vid Riksdagen 1828–1830.
Vid denna riksdag var han ledamot i förstärkta statsutskottet och statsrevisorssupleant.